# アルトゥーラス・ミラクニス
アルトゥーラス・ミラクニス（Artūras Milaknis、1986年6月16日 - ）は、リトアニアのバスケットボール選手。
2015年、リトアニア代表として欧州選手権に参加した。この大会でリトアニアは準優勝だった。
2016年、古巣BCジャルギリスと3年契約を結んだ。